# Остеомиелит
Остеомиели́т (от др.-греч. ὀστέον — «кость»; μυελός — «мозг»; -ῖτις — «воспаление») — гнойно-некротический процесс, развивающийся в кости и костном мозге, а также в окружающих их мягких тканях, вызываемый пиогенными (производящими гной) бактериями или микобактериями.

## Острый остеомиелит
Острый остеомиелит — острое гнойное воспаление костного мозга, обусловленное попаданием гноеродных бактерий (стрепто- и стафилококки, гемофильная палочка, кишечная палочка).

### Описание
Острый остеомиелит — острое диффузное или отграниченное воспаление в костном мозге. Его вызывают гноеродные бактерии при проникновении в открытую рану при открытых переломах. Анаэробная форма остеомиелита вызывается клостридиальными или неклостридиальными анаэробными бактериями.

### Симптомы

#### Простая (гнойная) форма острого остеомиелита
- «Горячая» поражённая конечность;
- Озноб;
- Жар;
- Гнойная интоксикация:
  - Отсутствие аппетита;
  - Головная боль (цефалгия);
  - Отсутствие настроения;
  - Слабость.

#### Анаэробная форма острого остеомиелита
Анаэробная форма острого остеомиелита, как правило, протекает всегда тяжело или крайне тяжело:
- Начало газовой гангрены;
- Сильная, невыносимая боль в поражённой конечности;
- Крайне высокая температура тела (40–41°C);
- Крайне тяжёлая интоксикация:
  - Крайняя слабость;
  - Сильная ломота в теле;
  - Проливные поты;
  - Отсутствие аппетита.

### Причины
- Попадание гноеродной инфекции в рану в случае открытого перелома кости.

### Осложнения
Без лечения острый гнойный процесс превращается в хронический остеомиелит. В результате распространения (если не произошла хронизация острого процесса) гнойного процесса появляется гнойный артрит. Также острый остеомиелит вызывает острое разлитое гнойное воспаление в жировой клетчатке (флегмона). При остеомиелите костей лицевого черепа появляется гнойный менингит.

### Лечение
Обращаться к врачу, получить лечение в травматологии.

## Хронический остеомиелит
Хронический остеомиелит — хронические гнойное воспаление костного мозга. Является осложнением недолеченного острого остеомиелита. Хронический остеомиелит опасен своими осложнениями.

### Симптомы
Обычно в период ремиссии (спокойствия) симптомы отсутствуют или выражены в незначительной мере. В период обострений появляются симптомы острого остеомиелита.

## Пути проникновения
- из очага воспаления через кровоток (гематогенный остеомиелит);
- проникающая травма, включая ятрогенные причины (лечение переломов, пломбирование каналов зубов, установка эндопротеза — посттравматический и одонтогенный остеомиелит).

## Патогенез
Как только костная ткань поражается микроорганизмами, к очагу заражения мигрируют лейкоциты, они выделяют литические ферменты, которые разлагают кость. Распространение гноя по кровеносным сосудам приводит к секвестрации кости, таким образом формируется база для хронической инфекции. В это время организм пытается создать новую кость вокруг области некроза. Получающуюся новую кость часто называют покровом. При гистологическом исследовании эти особенности позволяют понять: острый остеомиелит или хронический.
Остеомиелит — инфекционный процесс, который охватывает всю кость, включая костный мозг. Когда этот процесс является хроническим, это может привести к костному склерозу и деформациям.
У младенцев инфекция может распространиться к суставу и вызвать артрит. У детей могут сформироваться большие субпериостальные абсцессы, потому что периостальная ткань свободно присоединена к поверхности кости.
Из-за особенностей кровоснабжения особенно восприимчивы к остеомиелиту голень, бедро, плечевая кость, позвонок, верхняя челюсть и нижнечелюстные суставы. Однако травмой в зоне поражения могут быть вызваны абсцессы любой кости. Многие случаи инфекции вызваны золотистым стафилококком.

## Осложнения хронического остеомиелита
- переломы;
- дефект костей;
- деформация костей;
- анкилозы;
- малигнизация стенок свищей.

## Прогноз
Определяется в значительной степени формой заболевания, возрастом больного, преморбидным фоном, а также своевременностью диагностики и терапии.
Выздоровление при хроническом остеомиелите зависит от возраста больного, тяжести поражения, своевременности лечения, радикальности оперативного лечения. Менее благоприятный прогноз у больных с застарелыми формами хронического остеомиелита, что обусловлено выраженной дистрофией костной ткани, ограниченными ресурсами пластических тканей в непосредственной близости от очага и трофическими изменениями мягких тканей.